# Musaranya ratolí de Tanzània
La musaranya ratolí de Tanzània (Myosorex geata) és una espècie de musaranya endèmica de Tanzània.